# Methanococcus maripaludis
Methanococcus maripaludis es especie de arquea metanógena. Es anaeróbico, débilmente móviles, no formadoras de esporas, Gram-negativos, y pleomórfico promediado cocoides—varilla coco-barra varilla 1.2 por 1.6 μm en tamaño. Su genoma se ha secuenciado.

## Otras lecturas
- J. Ladapo & W. B. Whitman (agosto de 1990). «Method for isolation of auxotrophs in the methanogenic archaebacteria: role of the acetyl-CoA pathway of autotrophic CO2 fixation in Methanococcus maripaludis». Proceedings of the National Academy of Sciences of the United States of America 87 (15): 5598-5602. PMID 11607093. doi:10.1073/pnas.87.15.5598.
- Haydock, A; Porat, I; Whitman, W; Leigh, J (2004). «Continuous culture of under defined nutrient conditions». FEMS Microbiology Letters 238 (1): 85-91. ISSN 0378-1097. doi:10.1016/j.femsle.2004.07.021.
- Lohner, Svenja T; Deutzmann, Jörg S; Logan, Bruce E; Leigh, John; Spormann, Alfred M (20 de mayo de 2014). «Hydrogenase-independent uptake and metabolism of electrons by the archaeon Methanococcus maripaludis». The ISME Journal 8 (8): 1673-1681. doi:10.1038/ismej.2014.82.